# Paks műemlékeinek listája
Ez a lista Paks műemlékeit tartalmazza. 

## A lista
| Műemlék                                                                     | Cím                    | Koordináták                                                  | Stílus       | Törzsszám | Megjegyzés | Kép              |
| --------------------------------------------------------------------------- | ---------------------- | ------------------------------------------------------------ | ------------ | --------- | ---------- | ---------------- |
| Daróczy-kúria (általános iskola)                                            | Anna utca 16.          | Koordináták?                                                 | klasszicista | 4170      |            |                  |
| Lakóház (egykori szegényház)                                                | Anna utca 17.          | Koordináták?                                                 | barokk       | 4171      |            | Nincs (még) kép! |
| Cseh–Vigyázó-, majd Mádi Kovács-kúria (Városi Múzeum)                       | Deák Ferenc utca 2.    | Koordináták?                                                 | klasszicista | 4175      |            | Nincs (még) kép! |
| Szeniczey-kúria (Deák-ház)                                                  | Deák Ferenc utca 4.    | Koordináták?                                                 | barokk       | 4176      |            |                  |
| Kornis-kúria (Bezerédj Általános Iskola)                                    | Deák Ferenc utca 6.    | Koordináták?                                                 | klasszicista | 4177      |            |                  |
| Lakóház (rendelőintézet)                                                    | Deák Ferenc utca 7.    | Koordináták?                                                 | historizáló  | 4178      |            | Nincs (még) kép! |
| Lakóház (rendelőintézet)                                                    | Deák Ferenc utca 7/a.  | Koordináták?                                                 | historizáló  | 4179      |            | Nincs (még) kép! |
| Novák-kúria (vagy Zárda, ma a Balogh Antal Katolikus Iskola felső tagozata) | Deák Ferenc utca 11.   | Koordináták?                                                 | barokk       | 4180      |            | Nincs (még) kép! |
| Kúria (orvosi rendelő)                                                      | Deák Ferenc utca 22.   | Koordináták?                                                 | copf stílus  | 10146     |            | Nincs (még) kép! |
| Szent Vendel-kápolna                                                        | Dózsa György út 83.    | Koordináták?                                                 | klasszicista | 4172      |            | Nincs (még) kép! |
| Lakóház (általános iskola)                                                  | Kossuth Lajos út 2.    | Koordináták?                                                 | klasszicista | 4173      |            | Nincs (még) kép! |
| Kúria                                                                       | Kossuth Lajos út 13.   | Koordináták?                                                 | barokk       | 4174      |            | Nincs (még) kép! |
| R. k. kápolna (Szent Rókus és Szent Sebestyén)                              | Szent Rókus utca       | Koordináták?                                                 | barokk       | 4185      |            |                  |
| Szentháromság-oszlop                                                        | Szentháromság tér      | Koordináták?                                                 | klasszicista | 4186      |            |                  |
| Lakóház (Szeniczey-ház)                                                     | Szentháromság tér 5.   | Koordináták?                                                 | klasszicista | 4187      |            | Nincs (még) kép! |
| Erzsébet Szálló                                                             | Szent István tér 2.    | Koordináták?                                                 | klasszicista | 4181      |            |                  |
| Bazársor                                                                    | Szent István tér 7.    | Koordináták?                                                 | historizáló  | 4184      |            |                  |
| Kálvária-kápolna (Szent Kereszt felmagasztalása)                            | temető                 | Koordináták?                                                 | barokk       | 4191      |            | Nincs (még) kép! |
| Református templom                                                          | Templom tér            | Koordináták?                                                 | barokk       | 4188      |            | Nincs (még) kép! |
| Lakóház (általános iskola)                                                  | Templom tér 6.         | Koordináták?                                                 | historizáló  | 4189      |            | Nincs (még) kép! |
| R. k. kápolna (Krisztus feltámadása)                                        | Új temető              | é. sz. 46° 37′ 51″, k. h. 18° 51′ 26″46.630833°N 18.857222°E | klasszicista | 4190      |            | Nincs (még) kép! |
| R. k. templom (Szent Imre)                                                  | Dunakömlőd, Béke utca  | Koordináták?                                                 | klasszicista | 4164      |            | Nincs (még) kép! |
| Római kori katonai tábor maradványai                                        | Dunakömlőd, külterület | é. sz. 46° 39′ 23″, k. h. 18° 52′ 54″46.656314°N 18.881667°E |              | 11140     |            |                  |